# Camerimage
Международный фестиваль кинооператорского искусства Camerimage (пол. Międzynarodowy Festiwal Sztuki Autorów Zdjęć Filmowych Camerimage) — польский кинофестиваль, в центре его внимания находится работа кинооператоров.
Проводится ежегодно с 1993 года.
Главный приз фестиваля — «Золотая лягушка»;
присуждается кинооператору, работа которого победила в главном конкурсе фестиваля.
С 1993 по 1999 год Camerimage проходил в городе Торунь, с 2000 по 2009 год включительно фестиваль проходил в Лодзи, с 2010 года проводится в городе Быдгощ (Куявско-Поморское воеводство).
Кроме собственно кинопоказов, фестиваль включает в себя множество других мероприятий, в том числе мастер-классы и семинары выдающихся кинематографистов, презентации технических новинок киноиндустрии, встречи с известными режиссёрами, операторами и актёрами, художественные выставки.

## Основные категории и награды
Главный конкурс (конкурс художественных фильмов)
- Золотая лягушка
- Серебряная лягушка
- Бронзовая лягушка

Конкурс студенческих работ
- Золотой головастик
- Серебряный головастик
- Бронзовый головастик

Конкурс документальных фильмов
- Конкурс короткометражных документальных фильмов — Золотая лягушка
- Конкурс полнометражных документальных фильмов — Золотая лягушка

Конкурс дебютов в художественном кино
- Конкурс режиссёрских дебютов
- Конкурс операторских дебютов

Конкурс музыкальных видеоклипов
- Лучший видеоклип
- Лучшая операторская работа в видеоклипе

First Look — конкурс трейлеров к сериалам (проводится с 2015 года)
Конкурс фильмов 3D
Конкурс польских фильмов
Кроме того, на фестивале Camerimage присуждают ряд специальных наград — за лучший дуэт «режиссёр-оператор», за прижизненный вклад в искусство (для режиссёров и для операторов) и другие.
За годы существования фестиваля его лауреатами, гостями и членами жюри были такие выдающиеся кинематографисты, как Витторио Стораро, Агнешка Холланд, Павел Эдельман, Крис Менгес, Алан Паркер, Дэвид Линч, Том Тыквер, Антон Корбейн, Оливер Стоун, Терри Гиллиам, Киану Ривз, Рэйф Файнс и другие. Из российских кинематографистов в качестве члена жюри в фестивале принимал участие Алексей Родионов.

### Российские лауреаты Camerimage
Среди российских кинематографистов лауреатами различных наград фестиваля Camerimage в разное время становились Вадим Юсов, Андрон Кончаловский, Михаил Кричман, Алексей Тодоров, Юрий Гауцель и Сергей Максимов (последние двое — совместно, «Золотая лягушка» за операторскую работу в категории полнометражных документальных фильмов, фильм «Кровь» (режиссёр Алина Рудницкая). Михаил Кричман единственный из перечисленных удостаивался наград фестиваля Camerimage трижды: в 2010 году — «Серебряная лягушка» за операторскую работу в фильме Овсянки, в 2014 — «Золотая лягушка» за операторскую работу в фильме Левиафан, в 2017 — «Серебряная лягушка» за фильм «Нелюбовь».

## Camerimage и «Оскар»
Начиная с 2013 года, короткометражные документальные фильмы, удостоенные «Золотой лягушки» в соответствующей категории фестиваля Camerimage, допускаются к участию в конкурсе Американской киноакадемии в номинации Премия_«Оскар»_за_лучший_документальный_короткометражный_фильм. Для того, чтобы привести требования фестиваля Camerimage в соответствие с конкурсными требованиями Американской киноакадемии, продолжительность фильмов в этой фестивальной категории была сокращена до 40 минут.